# Golczewo-Gaj
Golczewo-Gaj (phát âm tiếng Ba Lan: [ɡɔlˈtʂɛvɔ ˈɡaj]; tiếng Đức: Gülzow)  là một khu định cư ở khu hành chính của Gmina Golczewo, thuộc quận Kamień, West Pomeranian Voivodeship, ở phía tây bắc Ba Lan.
Trước năm 1945, khu vực này là một phần của Đức. Đối với lịch sử của khu vực, xem Lịch sử của Pomerania.